# North Olmsted
North Olmsted é uma cidade localizada no estado norte-americano do Ohio, no Condado de Cuyahoga.

## Demografia
Segundo o censo norte-americano de 2000, a sua população era de 34.113 habitantes.
Em 2006, foi estimada uma população de 32.126, um decréscimo de 1987 (-5.8%).

## Geografia
De acordo com o United States Census Bureau tem uma área de 30,1 km², dos quais 30,1 km² cobertos por terra e 0,0 km² cobertos por água. North Olmsted localiza-se a aproximadamente 232 m acima do nível do mar.

## Localidades na vizinhança
O diagrama seguinte representa as localidades num raio de 8 km ao redor de North Olmsted.